# Abentheuer
Abentheuer là một đô thị thuộc huyện Birkenfeld, trong bang Rheinland-Pfalz, phía tây nước Đức. Đô thị Abentheuer có diện tích 6,12 km², dân số thời điểm ngày 31 tháng 12 năm 2006 là 449 người.